# Замок Мінард
Замок Мінард (англ. Minard Castle) — один із замків Ірландії, розташований в графстві Керрі, на півострові Івераг.

## Історія замку Мінард
Замок Мінард був побудований в XVI столітті. Це був один із трьох замків побудованих в той час аристократами династії ФіцДжеральд на землях Дінгл. Інші два замки це замки Рагіннан та Галларус. Біля замку є морських пляж, що вважається одним із найживописніших кам'яних пляжів Ірландії.
Замок баштового типу, складається з прямокутної вежі, що побудована з грубих блоків місцевого каменю — пісковику. Камені з'єднані цементиючим розчином. Споруда яка дійшла до нас — це третя споруда замку Мінард — замок неодноразово руйнувався. У 1641 році спалахнуло повстання за незалежність Ірландії і над замком замайорів прапор Ірландської конфедерації. Повстання втопив у крові Олівер Кромвель. Замок довів свою міцність і силу, коли в 1650 році війська Олівера Кромвеля штурмували замок. Замок нещадно бомбардувався артилерією. Всі захисники замку загинули, але замок вистояв. У той час в 1650 році один із ватажків ірландських повстанців Волтер Хассей відступав через гори Кастлгрегорі. Він вирішив закріпитися в замку Мінард. Його переслідували англійські офіцери — полковники Легант та Седлер. Після обстрілу замку тіло Волтера Хассея було опізнане тільки по залишках одягу. Поранених захисників замку англійці добили. Замок після цього став непридатним до життя. Замок був закинутий і поступово перетворювався в руїну.